# Al Gal
Al Gal är en bergstopp i Schweiz. Den ligger i distriktet Maloja och kantonen Graubünden, i den sydöstra delen av landet, 180 km öster om huvudstaden Bern. Toppen på Al Gal är 2 773 meter över havet.